# The Slaughter Rule
The Slaughter Rule è un film indipendente del 2002 ambientato nell'ambiente del football scolastico degli Stati Uniti d'America, che racconta l'intensa e profonda amicizia tra Roy e il suo trasandato allenatore Gideon, nel rurale Montana.